# Żółtew
Żółtew [ˈʐuu̯tɛf] (tiếng Đức: Hundsforth) là một ngôi làng thuộc khu hành chính của Cảnh sát Gmina, thuộc Hạt Cảnh sát, West Pomeranian Voivodeship, ở phía tây bắc Ba Lan, gần biên giới Đức.